# Notació de Leibniz
En matemàtiques, es coneix com a notació de Leibniz un sistema per a denotar diversos conceptes relacionats amb el càlcul infinitesimal. Rep el seu nom en honor del filòsof i matemàtic alemany del segle xix Gottfried Wilhelm Leibniz, que fou qui definí aquesta notació. Leibniz va començar amb la utilització d'expressions com dx i dy per a representat increments "infinitament petits" (o infinitesimals) de les quantitats x i y, igual com Δx i Δy representen increments finits d'x i d'y respectivament. Segons Leibniz, la derivada de y respecte de x, la qual més tard va arribar a ser vista com
{\displaystyle \lim _{\Delta x\rightarrow 0}{\frac {\Delta y}{\Delta x}},}
Era el quocient d'un increment infinitesimal d'y entre un increment infinitesimal d'x. Així si
{\displaystyle y=f(x)\!\ }
Llavors
{\displaystyle {\frac {\mathrm {d} y}{\mathrm {d} x}}=f'(x),}
On l'expressió de la dreta és la notació de Lagrange de la derivada de f al punt x.
De forma semblant, tot i que ara els matemàtics normalment veuen una integral
{\displaystyle \int f(x)\,\mathrm {d} x}
Com a un límit
{\displaystyle \lim _{\Delta x\rightarrow 0}\sum _{i}f(x_{i})\,\Delta x},
Leibniz la veia com la suma (el signe integral indicant sumatori) d'un nombre infinit de quantitats infinitesimals f(x) dx.
Un avantatge del punt de vista de Leibniz és que és compatible amb l'anàlisi dimensional. Per exemple, en la notació de Leibniz, la derivada segona és:
{\displaystyle {\frac {\mathrm {d} ^{2}y}{\mathrm {d} x^{2}}}=f''(x)}
I té les mateixes dimensions que {\displaystyle {\frac {y}{x^{2}}}}.

## Història
El desenvolupament del càlcul infinitesimal per part de Newton i Leibniz es va presentar al segle xvii. Al segle xix, el matemàtics varen deixar de prendre la notació de Leibniz per a les derivades i les integrals d'una forma literal. És a dir, els matemàtics varen veure que el concepte de infinitesimals contenien contradiccions lògiques en el seu desenvolupament. Uns quants matemàtics del segle xix (Cauchy, Weierstrass i altres) varen trobar formes lògicament rigoroses de tractar les derivades i les integrals sense utilitzar infinitesimals, empraven límits tal com s'ha expressat més amunt. Tot i així la notació de Leibniz va continuar sent utilitzada de forma generalitzada. Tot i que la notació no havia de ser presa literalment, era més simple que les alternatives quant es feia servir la tècnica de la separació de variables en la resolució d'equacions diferencials. En aplicacions físiques per exemple es pot fer referència a {\displaystyle f(x)\,} com a mesurada en metres per segon i a {\displaystyle \mathrm {d} x\,} en segons, de forma que {\displaystyle \,f(x)\mathrm {d} x} resulta en metres, així com el valor de la seva integral definida. D'aquesta forma la notació de Leibniz resulta en harmonia amb l'anàlisi dimensional.
A les dècades del 1950 i del 1960, Abraham Robinson va presentar formes de tractar els infinitesimals amb rigor lògic i formal, i va reescriure el càlcul des d'aquest punt de vista.
Però els mètodes de Robinson encara no són emprats per la majoria dels matemàtics. (Un matemàtic, Jerome Keisler, ha escrit un llibre de text per a un curs de primer any de càlcul seguint el punt de vista den Robinson.)

## Notació de Leibniz per a la derivada
A la notació de Leibniz per a la derivada, la derivada de la funció f(x) s'escriu:
{\displaystyle {\frac {\mathrm {d} {\bigl (}f(x){\bigr )}}{\mathrm {d} x}}}
Si es té una variable que representa una funció, per exemple s'estableix
{\displaystyle y=f(x),}
Llavors es pot escriure la derivada com a:
{\displaystyle {\frac {\mathrm {d} y}{\mathrm {d} x}}}
Emprant la Notació de Lagrange, es pot escriure:
{\displaystyle {\frac {\mathrm {d} {\bigl (}f(x){\bigr )}}{\mathrm {d} x}}=f'(x).}
Emprant la Notació de Newton, es pot escriure:
{\displaystyle {\frac {\mathrm {d} x}{\mathrm {d} t}}={\dot {x}}.}
Per a derivades d'ordre superior, s'expressen tal com segueix:
{\displaystyle {\frac {\mathrm {d} ^{n}{\bigl (}f(x){\bigr )}}{\mathrm {d} x^{n}}}} o {\displaystyle {\frac {\mathrm {d} ^{n}y}{\mathrm {d} x^{n}}}}
Indiquen la derivada n-èsima de f(x) o y respectivament. Històricament, això ve del fet que, per exemple, la derivada tercera és:
{\displaystyle {\frac {\mathrm {d} {\Bigl (}{\frac {\mathrm {d} \left({\frac {\mathrm {d} \left(f(x)\right)}{\mathrm {d} x}}\right)}{\mathrm {d} x}}{\Bigr )}}{\mathrm {d} x}}}
La qual es pot escriure lliurement com:
{\displaystyle \left({\frac {\mathrm {d} }{\mathrm {d} x}}\right)^{3}{\bigl (}f(x){\bigr )}={\frac {\mathrm {d} ^{3}}{\left(\mathrm {d} x\right)^{3}}}{\bigl (}f(x){\bigr )}}
Ara es treuen els parèntesis i es té:
{\displaystyle {\frac {\mathrm {d} ^{3}}{\mathrm {d} x^{3}}}{\bigl (}f(x){\bigr )}\ {\mbox{or}}\ {\frac {\mathrm {d} ^{3}y}{\mathrm {d} x^{3}}}}
La regla de la cadena i la integració per substitució són especialment fàcils d'expressar aquí perquè els termes "d" es cancel·len:
{\displaystyle {\frac {\mathrm {d} y}{\mathrm {d} x}}={\frac {\mathrm {d} y}{\mathrm {d} u}}\cdot {\frac {\mathrm {d} u}{\mathrm {d} v}}\cdot {\frac {\mathrm {d} v}{\mathrm {d} w}}\cdot {\frac {\mathrm {d} w}{\mathrm {d} x}}} etc.
i:
{\displaystyle \int y\,\mathrm {d} x=\int y{\frac {\mathrm {d} x}{\mathrm {d} u}}\,\mathrm {d} u.}